# 泉騒動
泉騒動（いずみそうどう）は、正保元年（1644年）3月10日に現在の栃木県矢板市にあった泉城で勃発した事件。江戸幕府の旗本であった岡本義政が、叔父の岡本保真を喧嘩を装い殺害し、岡本氏が改易されるきっかけとなった事件である。

## 経緯
岡本義政の父義保の時代、那須の蘆野領主蘆野資泰に跡継ぎがいなかったので、資泰は義保に、義保の次男万吉に養子縁組を申し入れ、義保もこれを受諾し、いったんは養子縁組の話が成立した。しかし、資泰の家臣たちはこれに反対し、資泰の飛び地領である芳賀郡赤羽村の庄屋の娘との間に出来た庶子（男子）を跡継ぎにするべきとして、資泰はこれを受け入れ、この実子を芦野左近（蘆野資俊）と名乗らせ後継とし、岡本家との養子縁組の話を一方的に破談にしてしまう。
これに激怒した義保は、岡本家と万吉の面目を立てるため、同じく男子がいなかった弟の保真の娘と万吉を結婚させてその跡継ぎとし、万吉には、義保の領地より1000石を分地して持たせ、保真の領地の1000石と合わせて2000石の江戸詰の旗本にして、資泰を見返そうとした。資泰の石高もほぼ同じくらいであった。これを保真も了解し、幕府への分地願いも出したが、それが受理される前の寛永18年（1641年）12月29日、義保が没し、この話はいったん延期となる。
もっとも、この話にはそもそも無理があった。岡本家の領地は4370石であったが、岡本家には60～70人とも言われる家来がいたが、財政的にかなり苦しく、1000石も分地すれば財政的に破綻に近い状態となるのは明らかであった。そこで義保の跡を継いだ義政は、この財政事情を考え、叔父の保真がいなければこの話も破談となり、うまくやれば保真の領地である1000石を甥と叔父の関係で相続することが出来ると考え、保真の殺害を画策し実行するのである。

## 事件の詳細

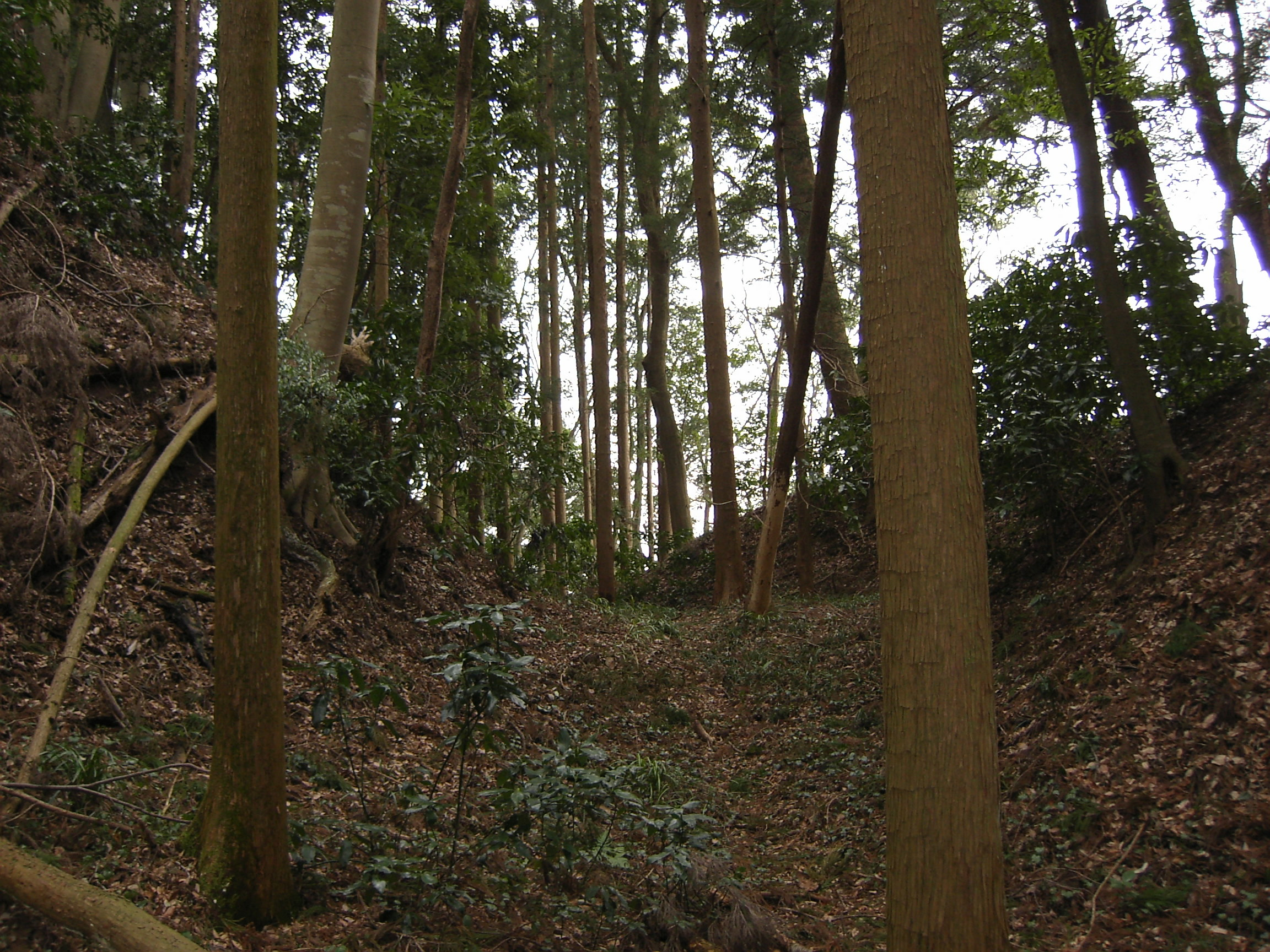
泉城の堀底道

義政は、自分が領地に帰っているときに事件が起きると幕府から疑われるため、自分が江戸詰のときに家来を泉城に送り込み、事件を装い、保真を殺害しようとした。密命を帯びた浅間主税と花山十太夫は最初は実行に躊躇するが、江戸表からの再三の催促により、正保元年（1644年）3月10日、那須野に鷹狩りに出ていた保真を奥方様が用事があると泉城に来ていると偽り、泉城にやってきた保真を城内にて喧嘩を装い殺害し、2人はそのまま逐電する。
保真は、小太刀使いの名人で武道に長けた人であったが、主君の城である泉城に入るということで刀を家来に預けてしまっていたため、抵抗もむなしく殺害されてしまったのである。

## 訴訟
保真の亡骸は、即日葬られてしまい、保真の一族の者は保真の亡骸にあわせてもらうことが出来なかったものと見られる。そのため、保真の妻の兄（一説には父）である芳賀郡大谷津村領主千本長勝（大谷津清兵衛、千本重郎右衛門ともいう）は、「武道に長けた保真がおめおめと殺害されるわけがないと、謀略により殺されたのだ」と幕府に訴え、一方で義政も「長勝と福原資盛（長勝の従兄弟）の陰事である」と反論。泉騒動は幕府評定所にて審議されることになる。
当初は、義政の弁舌が長け義政優位で審議は進められていったが、審議の最中の義政にとっては青天の霹靂ともいえる不測の事態が発生する。その年の7月10日に、幕府の大老土井利勝が没したのである。これにより幕府はこの事件に構っていられる状態ではなくなり、9月2日、喧嘩両成敗とばかりに岡本家と訴訟を起こした千本家の両家に改易、福原資盛に蟄居処分を言い渡し、また義政を九州久留米藩にお預けとして、事件を片付けてしまったのである。

## 騒動後
同年9月19日、幕府上使小倉忠右衛門と石川弥左衛門に泉城が明け渡され、岡本家は改易。岡本家の家臣のうち、54人が武士を捨て帰農することになった。義政は、27年間久留米藩に預けられたのちに赦免となり、江戸の上野広小路の屋敷を買い住み、ここで一生を終える。義政には、義住という嫡男がおり、義住は、母方の実家である森田大田原氏に預けられて、義住自身は、のちに父義政とともに江戸に暮らすが、その子孫は森田の地に戻り、子孫を残している。また万吉は、騒動の翌年に18歳で没し、1～2年事件の決行を待っていれば、問題は自然解決していたという皮肉な結果となった。
一方で蟄居処分を受けていた福原資盛は後に赦されて処分を解かれ、また改易されていた千本長勝も蔵米500俵の蔵米知行を与えられ旗本の職務に復帰する事を赦されている。
保真の墓については、岡本家の菩提寺である鏡山寺ではなく、泉城の北側にある保真が開基となった瑞雲院にあったものと思われるが、今は位牌のみが伝わり、墓は残されていない。

## 参考資料
- 矢板市史編集委員会編 『矢板市史』矢板市、1981年。
- 矢板市郷土文化研究会編 『矢板の伝説　前編』矢板市公民館、1976年。